# 2024년 하계 올림픽 마케팅
2024년 하계 올림픽 마케팅(2024 Summer Olympics marketing)은 2017년 파리가 올림픽 개최권을 획득한 이후부터 시작된 장기적인 캠페인이었다.

## 상징

### 엠블럼
2024년 하계 올림픽 및 장애인 올림픽 엠블럼은 2019년 10월 21일 그랜드 렉스에서 공개되었다. 아르데코에서 영감을 받아 프랑스의 국민적 의인화인 마리안의 머리카락에 의해 네거티브 스페이스에 불꽃이 형성되는 모습을 표현한 작품이다. 엠블럼도 금메달과 비슷하다. 토니 에스탄게트(Tony Estanguet)는 엠블럼이 "경기의 힘과 마법"을 상징하며 경기는 "사람을 위한" 것이라고 설명했다. 여성 인물의 사용은 여성의 참가가 최초로 허용된 1900년 파리 하계 올림픽에 대한 오마주이기도 하다. 엠블럼은 프랑스 디자이너 실뱅 보이어(Sylvain Boyer)가 프랑스 디자인 에이전시인 에코브랜딩 및 로열티(Ecobranding & Royalties)와 함께 디자인했다.
많은 디자인 잡지에서는 파리 2024의 엠블럼을 2019년 가장 큰 새로운 로고 출시로 간주했다. 오피니언 웨이(Opinion Way) 조사에 따르면 프랑스 국민의 83%가 새로운 파리 2024 대회 엠블럼을 선호한다고 답했다. 조사 대상자의 82%가 미학적으로 매력적이라고 생각하고 78%가 창의적이라고 생각하는 등 승인 등급이 높았다. 한 사용자는 이 로고가 "데이트 사이트나 미용실에 더 적합할 것 같다"고 말하면서 소셜 미디어에서 일부 조롱을 받았다.
2024년 하계 패럴림픽은 처음으로 해당 올림픽과 동일한 엠블럼을 아무런 차이 없이 공유하게 되었는데, 이는 두 종목 간의 공유된 '야망'을 반영한다.

### 마스코트
2022년 11월 14일, 프리주가 2024년 하계 올림픽 및 패럴림픽의 마스코트로 공개되었다. 이는 자유와 자유의 역사적인 프랑스 상징인 의인화된 프리기아 모자 한 쌍이다. 마리안은 일반적으로 외젠 들라크루아의 그림인 민중을 이끄는 자유의 여신을 포함하여 프리지아 모자를 쓰고 있는 것으로 묘사된다. 두 마스코트는 "혼자면 더 빨리 가고, 함께하면 더 멀리 간다"라는 모토를 공유하고 있다.

### 포스터
올림픽 포스터는 2024년 3월 4일에 공개되었다. 우가 가토니(Uga Gatoni)가 디자인한 이 포스터는 양면 디자인을 사용하며, 절반은 올림픽을 나타내고 나머지 절반은 패럴림픽을 나타낸다. 이것은 함께 디자인된 최초의 하계 올림픽 및 패럴림픽 포스터였다. 각 포스터는 독립적으로 반으로 작업하거나 모두 함께 하나의 포스터로 결합할 수 있다. 포스터를 완성하는 데는 6개월에 걸쳐 2,000시간이 걸렸다.